# Острівське джерело
Острівське́ джерело́ — гідрологічна пам'ятка природи місцевого значення в Україні. Розташоване в с. Острові Тернопільського району Тернопільської області, на правому березі р. Серет.

## Пам'ятка
Оголошене об'єктом природно-заповідного фонду рішенням Тернопільської обласної ради від 18 березня 1994 року. Перебуває у віданні Острівської сільської ради.

## Характеристика
Площа 0,12 га.
Під охороною — джерело питної води, що має науково-пізнавальну, історико-культурну та естетичну цінність. Використовують для культових обрядів.

## Легенда
За легендою, в Острові жив нащадок полонізованої української родини граф Баворовський. Баворовські заснували село Баворів і деякий час володіли землею на місці сучасного Тернополя. Їх донька мала захворювання очей (за іншою версією — крові), тож мати багато молилася за неї. Одного разу їй наснилася Богородиця, і вказала на джерело в лісі, що його водою можна вилікувати доньку. Дівчинка видужала, а з того часу це джерело знане своєю цілющістю.
Тут збудована каплиця, павільйон для відвідувачів, купіль. Біля джерела громада планує зробити Духовний центр імені Патріарха Йосифа Сліпого та мучеників-ісповідників віри. Поки будується церква, священик збирає свідчення зцілень людей молитвою і водою в цьому місці.

## Галерея

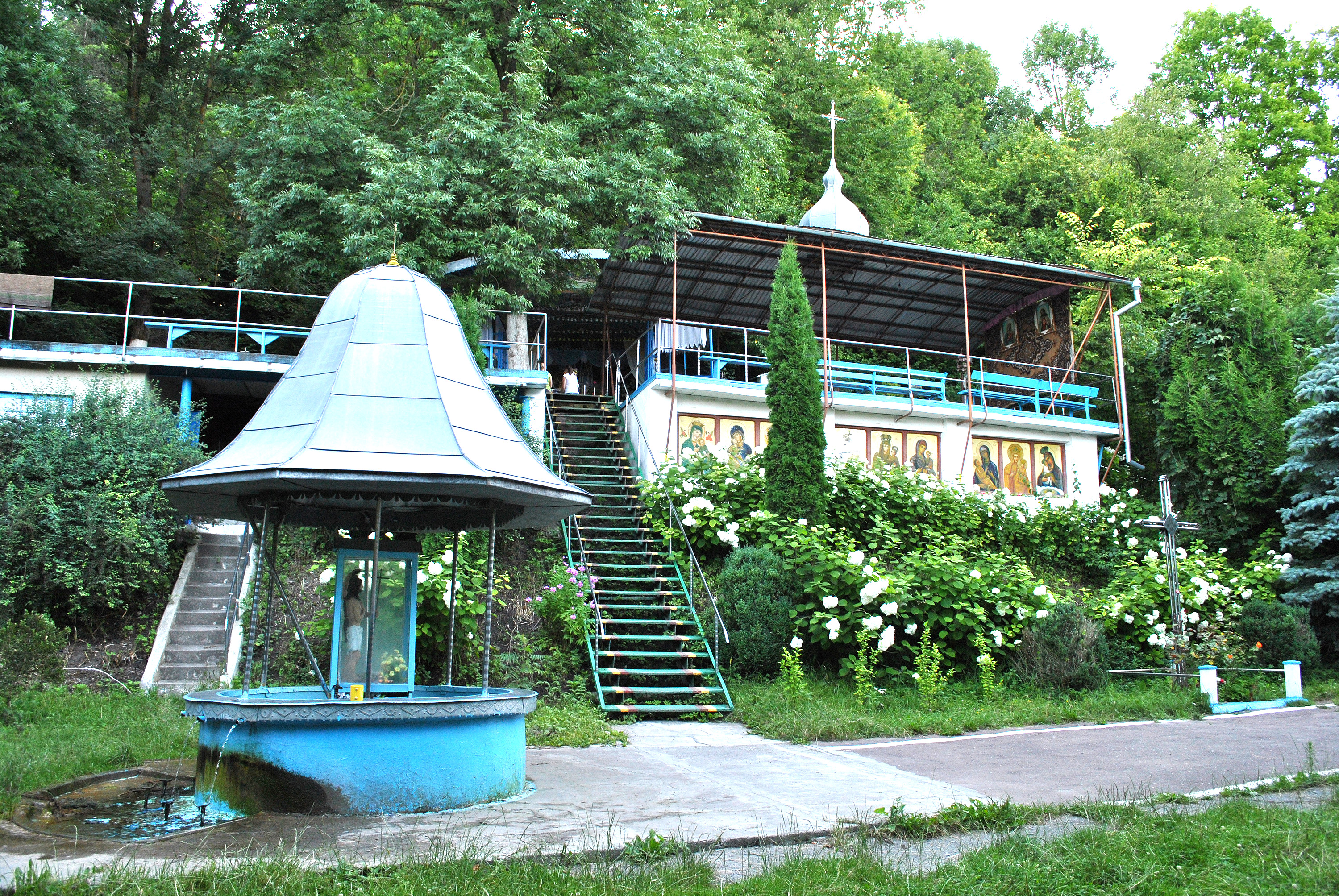
Криничка і каплиця
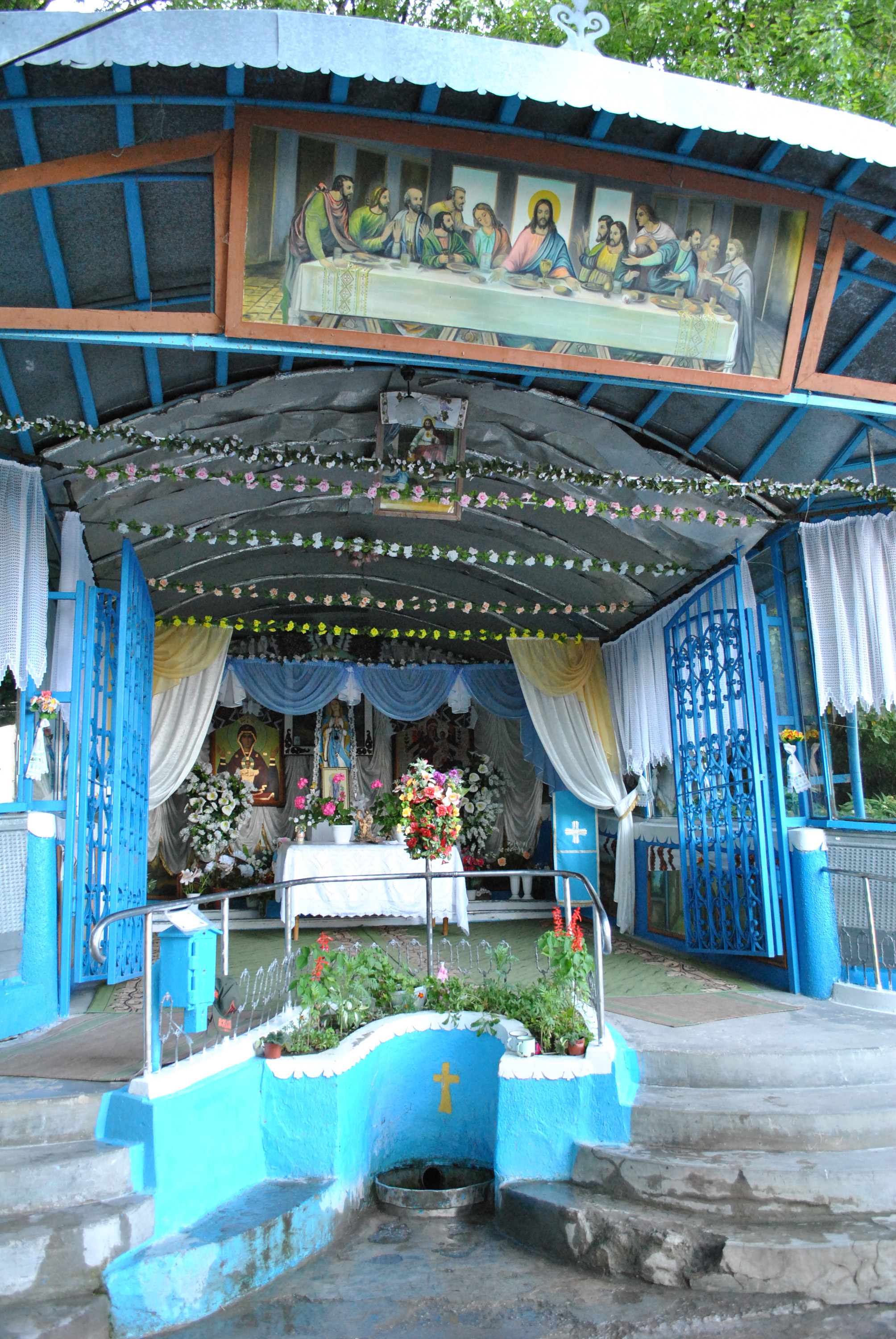
Каплиця
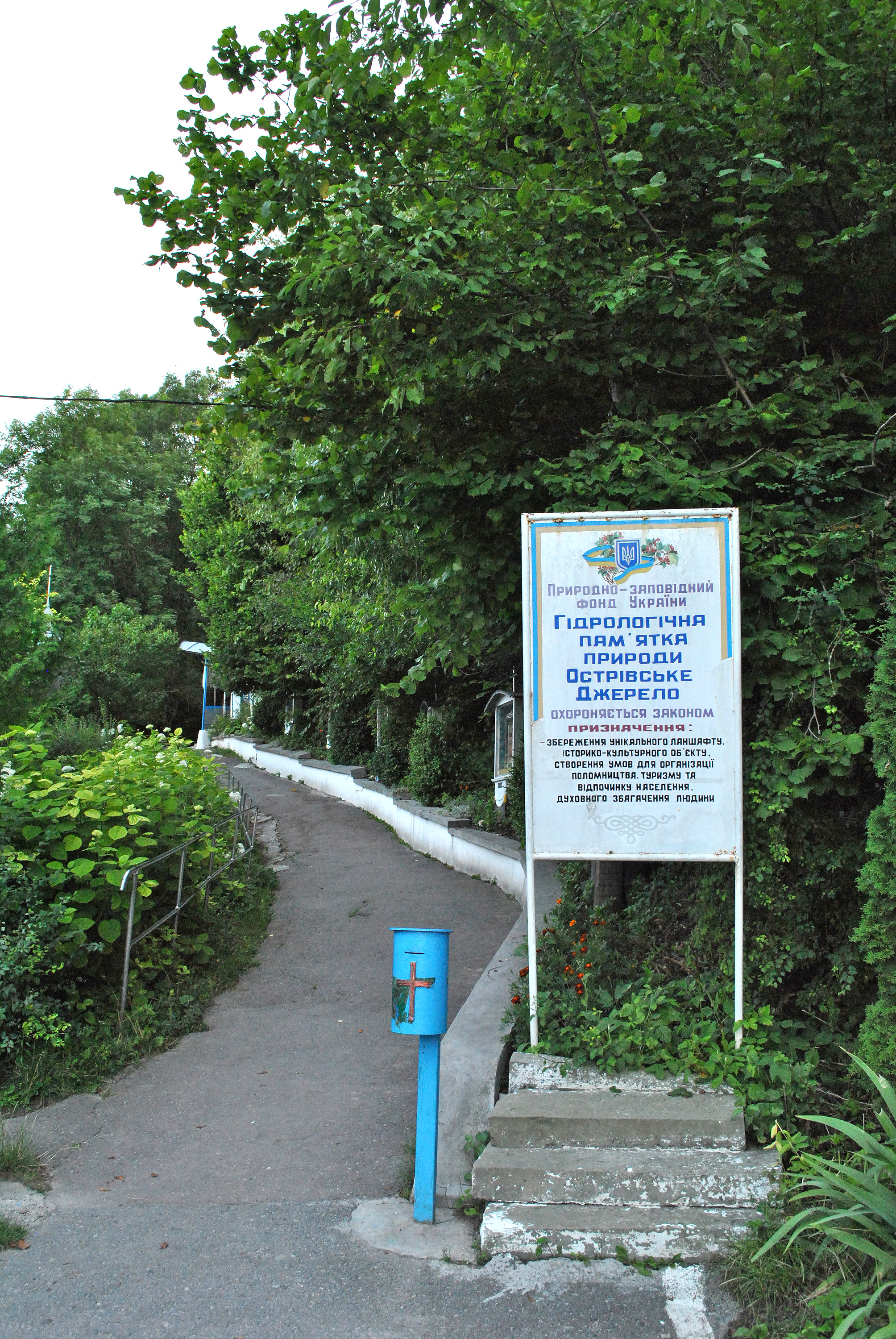
Охоронна таблиця